# Homilija
Homilija (grč. ὁμıλία: općenje, druženje) u kršćanskoj je Crkvi tumačenje događaja na vjerski način. Ovo tumačenje Božje riječi spada u jedne od prvih svećenikovih dužnosti. Poželjno je da traje najviše osam minuta, kolika je prosječna koncentracija slušatelja. Te savjete sa sastanka Biskupske sinode glavni tajnik sinode msgr. Nikola Eterović objavio je u knjizi Riječ Božja. Svećenik mora imati smisao za stvoriti sintezu poznavanjem Biblije i praćenjem medija da bi se moglo govoriti o aktualnim događajima, a ne improvizirati.
Korijeni homilije je judaistička praksa tumačenja Tore. U starokršćanskim vremenima homilija je bila pobudno izlaganje vjerskih istina na jednostavan način radi kateheze odnosno širenja kršćanskog nauka. Homilija je poslije poprimila oblik propovijedi. Njome se komentiralo i tumačilo biblijske tekstove koji se pročitalo u liturgijama. Homilija je u kršćanskoj liturgiji obvezna od 4. stoljeća.